# Adamsia carciniopados
Adamsia carciniopados är en havsanemonart som först beskrevs av Johann Baptist Bohadsch 1761.  Adamsia carciniopados ingår i släktet Adamsia och familjen Hormathiidae. Inga underarter finns listade i Catalogue of Life.